# Tabanus choumarae
Tabanus choumarae är en tvåvingeart som beskrevs av Leclercq 1967. Tabanus choumarae ingår i släktet Tabanus och familjen bromsar.
Artens utbredningsområde är Marocko. Inga underarter finns listade i Catalogue of Life.